# Підрив автомобіля полковника контррозвідки в Маріуполі
Підрив автомобіля полковника контррозвідки в Маріуполі — терористичний акт, який був здійснений 31 березня 2017 року близько 8:30 у Центральному районі Маріуполя. 
Внаслідок підриву автомобіля загинув полковник управління контррозвідки СБУ Олександр Хараберюш. Є подібним до вбивства Павла Шеремета
У ході розслідування було встановлено, що машина була підірвана вибуховим пристроєм, який вночі встановила жінка-диверсант.
У жовтні того ж року Іллічівський районний суд ухвалив вирок терористці Юлії Прасоловій, яку звинуватили у підриві автомобіля полковника контррозвідки. Її було визнано винною за ст. 258 КК України (теракт). Згідно рішення суду, жінку засуджено до 12 років позбавлення волі.